# Melina León (directora)
Melina León (Lima, 1977) és una guionista, productora i directora de cinema peruana.
Va cursar estudis de cinema en la Universitat de Lima i posteriorment un mestratge a l'escola de cinema de la Universitat de Colúmbia gràcies a una beca de tres anys amb fons proveïts per l'Associació de la Premsa Estrangera a Hollywood (HFPA).

## Filmografia
- Una 45 para los gastos del mes (curtmetratge, 2000)[2]
- Silencio (curtmetratge, 2002) productora[4]
- El paraíso de Lili (curtmetratge, 2011)[2]
- Canción sin nombre (2019)[5]

## Premis i nominacions
- 2001 Conacine. Premi al millor curtmetratge per Una 45 para los gastos del mes[2]
- 2009 Conacine. Premi al millor curtmetratge per El paraíso de Lili
- 2020 Festival de Cinema de Madrid (FCM-PNR) Premi al Millor Llarg PNR[6]
- 2022 Nominada al Goya a la millor pel·lícula estrangera de parla hispana[7]

## Refer`rncies
1. ↑  «El Invitado de RFI - Melina León, primera realizadora peruana en competición en el Festival de Cannes», 29-05-2019. [Consulta: 18 octubre 2021].
2. 1 2 3 4  «"Canción sin nombre", de Melina León: película peruana empieza campaña de crowdfunding» (en castellà), 19-11-2015. [Consulta: 18 octubre 2021].
3. ↑  [enllaç sense format] https://www.goldenglobes.com/articles/melina-leon-en-el-cine-en-peru-se-esta-yendo-por-el-buen-camino Arxivat 2021-10-19 a Wayback Machine.
4. ↑  «[10 directoras peruanas Melina León]» (en castellà), 12-03-2009. [Consulta: 18 octubre 2021].
5. ↑  «La directora peruana Melina León: El andino soporta en el día a día un abuso» (en castellà), 06-08-2020. [Consulta: 18 octubre 2021].
6. ↑  CIMA – Asociación de mujeres cineastas y de medios audiovisuales. «Zeltia Montes y Melina León, premios en el 29 FCM-PNR» (en castellà). [Consulta: 18 octubre 2021].
7. ↑  «160 largometrajes aspiran a los Premios Goya 2022, cinco más que en 2021». [Consulta: 9 novembre 2021].